# Ön i Fågelgatan (film)
Ön i Fågelgatan (originaltitel: Øen i Fuglegaden) är en dansk-brittisk-tysk historisk dramafilm från 1997 regisserad av Søren Kragh-Jacobsen med Jordan Kiziuk, Patrick Bergin och Jack Warden i huvudrollerna samt Stefan Sauk i en biroll som Brigadeführer Goelher. Filmen är baserad på den polske författaren Uri Orlevs bok med samman namn, vilken i sin tur bygger på hans egna barndomsupplevelser i Warszawa judiska getto under andra världskriget.

## Handling
Året är 1943. Tolvårige Alex lever tillsammans med sin far och farbror i det judiska gettot i Warszawa. När gettots invånare deporteras till koncentrations- och förintelselägren lyckas Alex fly. Under några månader håller han sig gömd i gettots ruiner; hela tiden med hoppet om att fadern en dag ska komma tillbaka och hämta honom. Men utanför Alex isolerade värld förflyter vardagen som vanligt och till slut kan han inte motstå frestelsen att smyga sig ut ur ruinerna.

## Om filmen
Ön i Fågelgatans exteriörscener spelades huvudsakligen in i den polska staden Wrocław. Under filminspelningen ska nynazistiska gäng ha dykt upp vid flera tillfällen för att störa produktionen.

## Rollista (i urval)
| Roll                  | Skådespelare          |
| --------------------- | --------------------- |
| Alex                  | Jordan Kiziuk         |
| Stefan                | Patrick Bergin        |
| Boruch                | Jack Warden           |
| Doktor Studjinsky     | James Bolam           |
| Brigadeführer Goelher | Stefan Sauk           |
| Henryk                | Simon Gregor          |
| Freddy                | Lee Ross              |
| Stasya                | Sian Nicola Liquorish |
| Stasyas mor           | Suzanna Hamilton      |
| Bolek                 | Michael Byrne         |
| Fru Studjinsky        | Heather Tobias        |
| Herr Gryn             | Leon Silver           |
| Fru Gryn              | Sue Jones-Davies      |
| Yanek                 | Nigel John Whitear    |
| Avrum                 | Misha Daniel King     |